# Neostrada

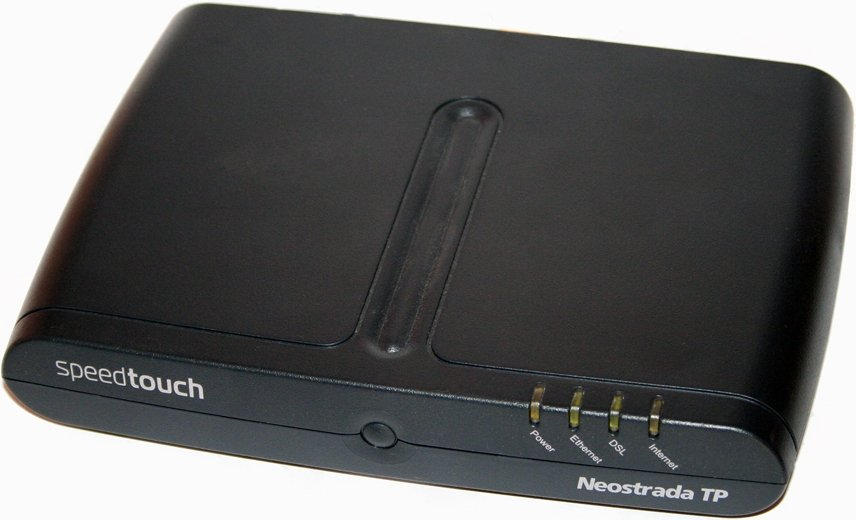
Modem/Router Thomson SpeedTouch 546

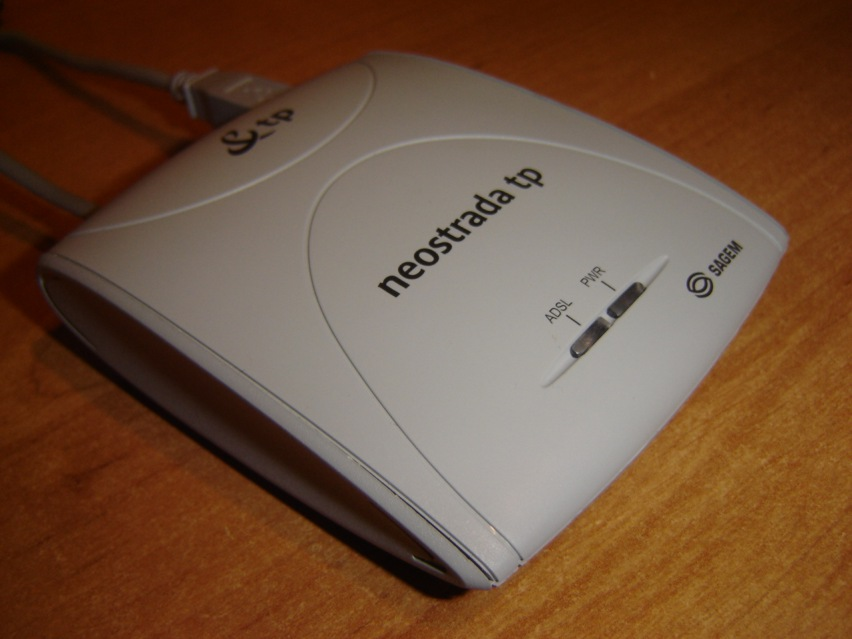
Modem Sagem F@st 800

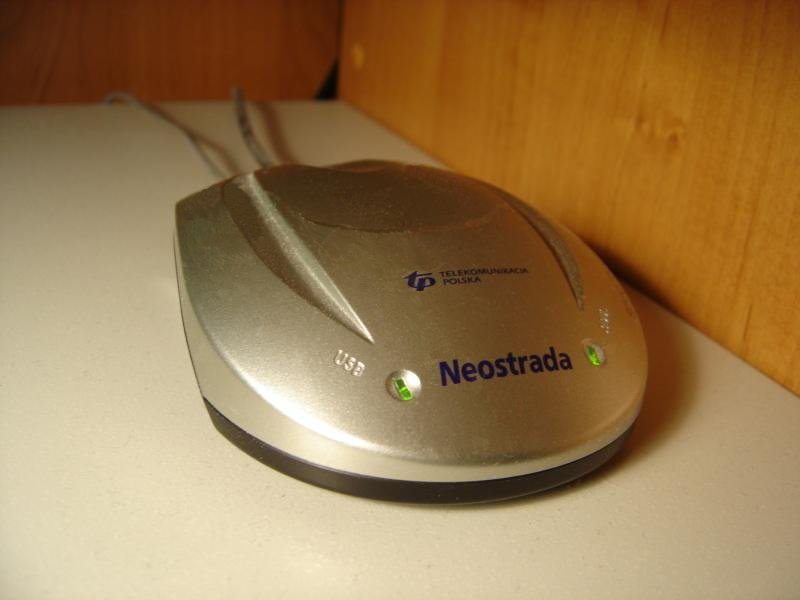
Modem Thomson SpeedTouch 330

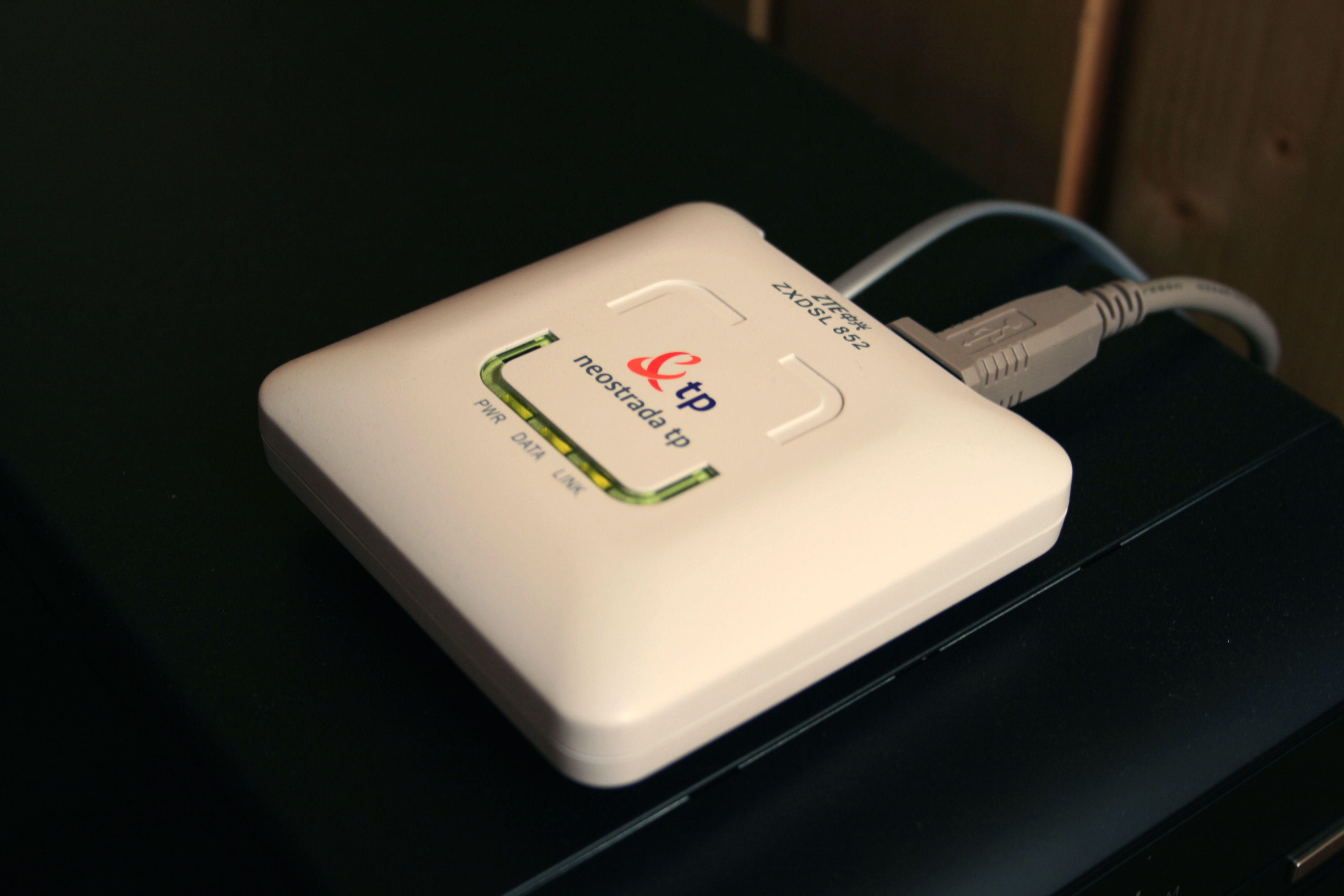
Modem ZTE ZXDSL 852

Neostrada – usługa Orange Polska (do kwietnia 2012 r. Telekomunikacji Polskiej) oparta na technologii ADSL, ADSL2+, VDSL2 (Neostrada Fiber) lub FTTH oraz na standardzie wymagającym użycia kompatybilnego modemu do połączeń internetowych. Usługa umożliwia stały dostęp do Internetu tylko na analogowej linii telefonicznej lub dedykowanym łączu FTTH.

## Historia
15 stycznia 2001 – pilotażowe uruchomienie usługi Neostrada przez TP SA w opcjach 256 kb/s, 512 kb/s, 1 Mb/s i 2 Mb/s (abonament miesięczny odpowiednio 300, 500, 1000 i 1500 zł); usługa była dostępna wyłącznie dla abonentów TP w Warszawie obsługiwanych przez centralę przy ul. Pięknej.
1 lipca 2002 – uruchomienie usługi Neostrada Plus o jednej prędkości, tj. 512 kb/s w cenie 179 zł netto miesięcznie; szybkie rozszerzanie dostępności usługi, początkowo na kilka największych miast, a następnie na kolejne mniejsze miejscowości.
2003 – zastąpienie usługi Neostrada Plus usługą Neostrada TP, wprowadzenie modemów ze złączem USB, najpierw firmy Sagem, a później firmy Alcatel (wcześniej były wydzierżawiane przez TP wyłącznie modemy ze złączem Ethernet, głównie firmy Lucent i Siemens); liczba użytkowników w połowie roku 2003 wynosiła około 50 tys.
1 czerwca 2004 – wprowadzenie wolniejszej opcji Neostrady, tj. 128 kb/s w cenie 59 zł brutto miesięcznie; w opcji tej po raz pierwszy wprowadzono miesięczny limit transferu w wysokości 5 GB na pobieranie plików (transmisja w kierunku od serwera do użytkownika, np. ściąganie plików); od tego momentu nastąpił bardzo szybki wzrost liczby użytkowników.
2005 – rozszerzanie opcji usługi Neostrada o kolejne prędkości (szybsze) i usługi dodatkowe.
2006 – znaczne obniżenie cen świadczenia usługi Neostrada TP (obniżki wprowadzane poprzez promocje; ceny według oficjalnego cennika nie ulegają zmianie), związane z chęcią utrzymania przez TP pozycji lidera pod względem liczby klientów korzystających ze stałego dostępu do Internetu.
wrzesień 2006 – wprowadzenie do oferty TP usługi multipakiet łączącej usługę Neostrady, telefonii internetowej VoIP, Videostrady działających przy użyciu modemu Livebox TP wykorzystującego technologię ADSL2+.
1 lutego 2007 – zniesienie miesięcznych limitów transferu na wszystkich opcjach Neostrady. Zmiana ta została wprowadzona na skutek rezygnacji z usługi ok. 170 tys. dotychczasowych klientów spośród ok. 1,6 mln oraz w związku z faktem, że operatorzy alternatywni, którzy uzyskali wówczas możliwość świadczenia usługi stałego dostępu do internetu na łączach TP nie nakładali na klientów ograniczeń w ilości pobieranych danych; ponadto podwyższono limit szybkości ze 128 kb/s na 256 kb/s dla klientów, którzy mają możliwości techniczne do osiągania takiej prędkości – na skutek tego ta sama usługa (256 kb/s) ma dwie różne ceny.
11 kwietnia 2009 – według informacji dziennika Rzeczpospolita zarząd TP zadecydował o likwidacji marki w przeciągu najbliższego roku. Wartość marki szacowana jest na 500 mln zł. Marka Neostrada zostanie zastąpiona marką Orange. Powodem likwidacji jest unifikacja marek w grupie France Telecom i dążenie do utrzymania jednej, globalnej marki Orange.
1 czerwca 2011 – uruchomienie nowych opcji prędkości do 40 Mb/s oraz do 80 Mb/s w technologii VDSL2.
16 kwietnia 2012 – w związku ze zmianą nazwy z TP na Orange, Neostrada TP zmienia nazwę na Neostrada.
1 października 2013 – wprowadzenie do oferty komercyjnej opcji 300Mb/s, realizowanej w technologii FTTH.

## Kary
25 września 2006 – 100 mln zł kary za nieuprawnione łączenie usługi dostępu do Internetu Neostrada TP z usługami telefonicznymi. Decyzję po odwołaniu TP SA w całości uchylił 21 maja 2007 r. Sąd Ochrony Konkurencji i Konsumentów, gdyż uznał, iż prezes Urzędu Komunikacji Elektronicznej (UKE) nie miał prawa nałożyć kary na TP SA za wiązanie oferty Neostrady TP z abonamentem telefonicznym.
21 lutego 2007 – UKE nakłada karę w wysokości 338,97 mln zł za zbyt wysokie opłaty za utrzymanie łącza.
2 lutego 2009 – 11 mln zł kary za odmawianie klientom prawa do podpisania umowy na dostęp do Internetu w sytuacji, gdy nie mieli oni telefonu.

## Neostrada z TV
Neostrada z TV to usługa łączona Orange, polegająca na dostarczeniu klientowi usługi internetowej (Neostrada) wraz z telewizją Orange TV, dawniej nc+.